# Gerard Alberga
Gerard Alberga (14 augustus 1945) is een Surinaams voormalig vechtsporter, drukker en sportbestuurder, en is museumdirecteur. Hij was eigenaar van de taekwondochool Sranang, voorzitter van de Surinaamse Taekwondo Associatie en vicepresident van de Pan-American Taekwondo Union. Hij was uitgever van verschillende sportbladen, waaronder Supporter en Sporter. Sinds 2012 is hij directeur van het Openluchtmuseum Fort Nieuw-Amsterdam.

## Biografie

### Boksen en taekwondo
Gerard Alberga had aan het begin van de jaren zestig training van de bokser Ronald Riedewald. Tijdens een sparpartij op het erf van zijn tante sloeg hij zijn vriend Desi Bouterse een keer knock-out. Later kwam Bouterse ook naar deze sportschool en kreeg hij de beginselen van de bokssport van Riedewald en Alberga bijgebracht. Alberga schoolde zich daarna vooral in taekwondo. Hij ging ook voor wedstrijden en training naar het buitenland. In oktober 1983 verwierf hij samen met Ramon Tjon A Fat in Denemarken het internationale meesterschap. Rond 1988 had hij inmiddels de vijfde dan taekwondo. Zijn sportschool had de naam Sranang. Hij was trainer van onder meer Ivan Fernald.

### Coach en sportbestuurder
Tussen 1980 en 1984 was hij de coach van het Surinaamse taekwondoteam. In april 1981 werd hij een van de commissarissen van de nieuw-opgerichte Budo Organisatie onder voorzitterschap van Frank Doelwijt, met het doel om de oosterse krijgsporten te verenigen. De organisatie was niet succesvol en werd in oktober 1982 opgedeeld, waarbij Alberga voorzitter werd van de nieuw-gevormde Surinaamse Taekwondo Associatie (STA). Hier bleef hij aan tot 1989.
Het lidmaatschap van de International Taekwon-Do Federation, dat in 1982 door de Budo Organisatie was aangegaan, werd voortgezet en de STA kreeg de organisatie in handen van de Pan-Amerikaans kampioenschap taekwondo van 1984. Het kampioenschap werd gehouden van 16 tot 18 november. Een dag voor aanvang werd Algera gekozen tot vicevoorzitter van de Pan-American Taekwondo Union (PATU); in deze functie bleef hij eveneens aan tot 1989. Het toernooi werd een sportief succes met meerdere medailles: Ivan Fernald behaalde goud en werd de eerste Surinaamse Pan-Amerikaanse kampioen. Verder waren er drie zilveren medailles (Wartes Maarten, Dennis Wip en Jimmy Belfor) en twee bronzen (Rudie Wolf en Selwijn Balijn).

### Redacteur en drukker
Gerard Alberga was ook drukker en gaf sinds de oprichting op 14 oktober 1976 het blad Supporter uit. Het blad liep niet goed en om het te redden werden de rechten aan Alberga verkocht. Hij bracht het nog tot het vijftigste nummer uit in juli 1979 en stopte met de uitgave ervan. In mei 1984 werd hij mederedacteur van het blad Sporter, dat die maand werd opgericht als voortzetting van het maandblad Taekwondo. Het was bedoeling om meer opiniestukken te brengen en problematiek en oplossingen in de sport te beschrijven. Ook dit blad bleef niet lang bestaan.
In 1987 hielp hij Eddy van der Hilst bij het maken van een cursus Sranantongo op de STVS. In de jaren 2010 was hij Rotary-voorzitter in Paramaribo.

### Museumdirecteur
Alberga werd in 2012 directeur van het Openluchtmuseum Fort Nieuw-Amsterdam.  Het museum werd in die tijd goed bezocht door 60.000 bezoekers, waarvan een vierde scholier was. Onder zijn leiding kwam er onder meer een vaste expositie over Javaanse cultuur, liet hij de grafsteen van plantage-eigenaar Charles Godeffroy uit Alkmaar overbrengen naar het fort en ging hij een samenwerkingsproject met het Amsterdam Museum aan om een transformatie van het museum door te voeren.
In 2013 was hij tevens voorzitter van de vierde subcommissie van Carifesta in Commewijne, die dat jaar in Suriname werd gehouden. Verder is Alberga voorzitter van de Stichting Oranjetuin geweest.
In februari 2018 trok Alberga aan de bel omdat het openluchtmuseum de jaarlijkse overheidssubsidie van 50.000 SRD niet meer had ontvangen sinds 2015, waardoor het personeel in de drukke weekenden niet meer kon worden betaald. Daarbij kreeg het museum van de regering een vermakelijkheidsbelasting van 23.000 SRD opgelegd. Tijdens de coronacrisis in Suriname, in 2020 en 2021, kwam het museum opnieuw in financieel zwaar weer terecht. Van de veertien vaste medewerkers vertrokken er tien. Daarnaast werd het museum slachtoffer van inbraak en bleef regelmatig onderhoud uit.

## Onderscheiding
Gerard Alberga werd op 24 november 2000 onderscheiden als Ridder in de Ere-Orde van de Palm.